# Campeonato Paulista do Interior de Futebol de 2019
O Campeonato Paulista do Interior de Futebol de 2019, ou Troféu do Interior, foi a 12.ª edição da competição que aponta o Campeão do Interior no Campeonato Paulista daquele ano. Teve a participação de seis clubes do interior que ficaram entre nono e décimo quarto colocado na primeira fase do Paulistão. O campeão foi o Red Bull Brasil e ganhou uma vaga na Copa do Brasil de 2020.

## Regulamento
O campeonato será disputado pelos clubes que ficaram entre nono e décimo quarto lugar na primeira fase do Campeonato Paulista. O campeonato é todo em mata mata de ida e volta. Os seis clubes foram divididos em três chaves com dois clubes cada, onde o de melhor campanha na Classificação Geral do Campeonato Paulista (9º colocado) enfrenta o de pior campanha (14º colocado), o 10º enfrenta o 13º e o 11º enfrenta o 12º. o Os vencedores de cada chave avançam para disputar as semifinais que também contará com melhor eliminado nas quartas de final da competição. Os vencedores se enfrentam na grande final.

## Equipes participantes
| Equipe          | Cidade            | Classificação | Estádio                   | Títulos do interior         |
| --------------- | ----------------- | ------------- | ------------------------- | --------------------------- |
| Botafogo-SP     | Ribeirão Preto    | 12º           | Santa Cruz                | 1 (2010)                    |
| Bragantino      | Bragança Paulista | 14º           | Nabi Abi Chedid           | 0                           |
| Guarani         | Campinas          | 10º           | Brinco de Ouro            | 0                           |
| Mirassol        | Mirassol          | 13º           | José Maria de Campos Maia | 0                           |
| Oeste           | Barueri           | 11º           | Arena Barueri             | 1 (2011)                    |
| Ponte Preta     | Campinas          | 9º            | Moisés Lucarelli          | 4 (2009, 2013, 2015 e 2018) |
| Red Bull Brasil | Campinas          | 5º *          | Moisés Lucarelli          | 0                           |

- Red Bull Brasil classificado por ser o melhor colocado do interior eliminado nas quartas de final do Paulistão, garantindo assim a vaga para as semifinais do Troféu do Interior.

## Fase final
Em itálico, os times que possuem o mando de campo no primeiro jogo do confronto e em negrito os times classificados.
- Os confrontos das semifinais são definidos de acordo com a classificação geral dos semifinalistas. Numa semifinal o time com a melhor campanha enfrenta o time com a quarta melhor campanha. Na outra, o time com a segunda melhor campanha enfrenta o time com a terceira melhor campanha.

|  | Quartas de final | Quartas de final | Quartas de final | Quartas de final |       |             | Semifinais               | Semifinais               | Semifinais               | Semifinais               |  |                 | Final | Final | Final | Final |  |  |
|  | 23 a 28 de março | 23 a 28 de março | 23 a 28 de março | 23 a 28 de março |       |             | 30 de março a 8 de abril | 30 de março a 8 de abril | 30 de março a 8 de abril | 30 de março a 8 de abril |  |                 |       |       |       |       |  |  |
|  |                  |                  |                  |                  |       |             |                          |                          |                          |                          |  |                 |       |       |       |       |  |  |
|  |                  |                  |                  |                  |       |             |                          |                          |                          |                          |  |                 |       |       |       |       |  |  |
|  |                  |                  |                  |                  |       |             |                          |                          |                          |                          |  |                 |       |       |       |       |  |  |
|  |                  | Red Bull Brasil  | 1                | 3                | 4     |             |                          |                          |                          |                          |  |                 |       |       |       |       |  |  |
|  |                  |                  |                  |                  | 4     |             |                          |                          |                          |                          |  |                 |       |       |       |       |  |  |
|  |                  | Mirassol         | 0                | 1                | 1     |             |                          |                          |                          |                          |  |                 |       |       |       |       |  |  |
|  | Mirassol         | Mirassol         | 0                | 1                | 1     | 2           | 2                        | 4                        |                          |                          |  |                 |       |       |       |       |  |  |
|  | Mirassol         |                  |                  |                  |       | 2           | 2                        | 4                        |                          |                          |  |                 |       |       |       |       |  |  |
|  | Guarani          | 0                | 2                | 2                |       |             |                          |                          |                          |                          |  |                 |       |       |       |       |  |  |
|  | Guarani          | 0                | 2                | 2                |       |             |                          |                          |                          |                          |  | Red Bull Brasil |       |       | 0 (3) |       |  |  |
|  |                  |                  |                  |                  |       |             |                          |                          |                          |                          |  | Red Bull Brasil |       |       | 0 (3) |       |  |  |
|  |                  | Ponte Preta      |                  |                  | 0 (1) |             |                          |                          |                          |                          |  |                 |       |       |       |       |  |  |
|  | Bragantino       | Ponte Preta      | 0                | 1                | 0 (1) | 1           |                          |                          |                          |                          |  |                 |       |       |       |       |  |  |
|  | Bragantino       |                  | 0                | 1                |       | 1           |                          |                          |                          |                          |  |                 |       |       |       |       |  |  |
|  | Ponte Preta      | 1                | 1                | 2                |       |             |                          |                          |                          |                          |  |                 |       |       |       |       |  |  |
|  | Ponte Preta      | 1                | 1                | 2                |       | Ponte Preta | 2                        | 2                        | 4                        |                          |  |                 |       |       |       |       |  |  |
|  |                  |                  |                  |                  |       | Ponte Preta | 2                        | 2                        | 4                        |                          |  |                 |       |       |       |       |  |  |
|  |                  | Oeste            | 2                | 0                | 2     |             |                          |                          |                          |                          |  |                 |       |       |       |       |  |  |
|  | Botafogo-SP      | Oeste            | 2                | 0                | 2     | 1           | 3                        | 4(3)                     |                          |                          |  |                 |       |       |       |       |  |  |
|  | Botafogo-SP      |                  |                  |                  |       | 1           | 3                        | 4(3)                     |                          |                          |  |                 |       |       |       |       |  |  |
|  | Oeste            | 1                | 3                | 4(4)             |       |             |                          |                          |                          |                          |  |                 |       |       |       |       |  |  |

## Premiação
| Campeão do Interior de 2019         |
| ----------------------------------- |
| Red Bull Brasil Campeão (1° título) |